# برندن سندرسون
برندن سَندرسون (به انگلیسی: Brandon Sanderson) (زاده ۱۹ دسامبر، ۱۹۷۵) نویسنده اهل آمریکا است. او بیشتر به خاطر سری مه زاد و دست داشتن برای به اتمام رساندن کتاب خیال‌پردازی حماسی چرخ زمان، نوشته رابرت جوردن بعد از مرگ وی، شناخته شده‌است. در اوت سال ۲۰۱۰، ساندرسون اولین قسمت از مجموعه کتاب‌های ده‌گانه استورم‌لایت آرکایو، با نام طریق شاهان را منتشر کرد.

## زندگی
برندون سندرسون زاده لینکلن، نبراسکا است. او در حال حاضر در یوتا، آمریکن فورک زندگی می‌کند. سندرسون در دوران کودکی خواندن را دوست داشت اما هنگامی که دیگران کتابی به او پیشنهاد می‌کردند، علاقه خود را برای خواندن از دست می‌داد، تا اینکه در کلاس هشتم معلم زیرک او، خانم ریدر کتابی به نام «قاتل اژدها» نوشته باربارا هامبلی را به او داد. برندون بسیار از خواندن این کتاب لذت برد و بعد از آن به دنبال کتاب‌های مشابه آن گشت. او با کتاب‌های نویسندگانی همچون دیوید ادینگز، ملانی ران، رابرت جوردن و اسکات کارد آشنا شد. او به قدری به سبک خیال‌پردازی حماسی علاقه داشت که حتی سعی کرد خود نیز کمی داستان بنویسد. اما به گفته خود برندون، اولین تلاشش بسیار بد بود. او مدرک کارشناسی ارشد خود را در سال ۲۰۰۵، در رشته خلاقیت در نوشتن از دانشگاه بریگم یانگ دریافت نمود.
سندرسون در ۷ ژوئیه ۲۰۰۷، با امیلی بوشمن ازدواج کرد و آن‌ها دارای دو فرزند پسر هستند. او همچنین یکی از اعضای کلیسای عیسی مسیح قدیسان آخر زمان است و به عنوان یک میسیونری در سئول به آنجا خدمت می‌کند.

## آثار

### چرخ زمان
کتاب‌های زیر، سه جلد آخر سری چرخ زمان هستند که در ابتدا توسط رابرت جوردن نوشته شده بودند اما او قبل از اتمام داستان این سری در سال ۲۰۰۷ درگذشت. هریت مک دوگل، همسر رابرت جوردن (که همچنین ویراستار ادبی کتاب نیز بود) بالاخره براندون ساندرسون که از نویسندگان پرفروش نیویورک تایمز بود را برای تکمیل کتاب ناتمام همسرش انتخاب کرد.
- طوفانی که در راه است (۲۰۰۹) (به انگلیسی: The Gathering Storm)
- برج‌های نیمه شب (۲۰۱۰) (به انگلیسی: Towers of Midnight)
- حافظه نور (۲۰۱۳) (به انگلیسی: A Memory of Light)

### مه‌زاده
سه‌گانه اصلی
- زاده مه: آخرین امپراطوری
- زاده مه: چشمه معراج
- زاده مه: قهرمان اعصار

مجموعهٔ وکس و وین
یا «دوران دوم» از مجموعهٔ زاده مه.
- زاده مه: عیار قانون
- زاده مه: سایه خویشتن (۲۰۱۵، شابک ‎۹۷۸−۰−۷۶۵−۳۷۸۵۵−۲)[۶][۷]
- زاده مه: گروه‌های بامداد (۲۰۱۶، شابک ‎۹۷۸−۰−۷۶۵−۳۷۸۵۷−۶)[۶][۸]
- زادهٔ مه: فلز گمشده (اعلام شده حدود پاییز 2019)[۹]

### استورم‌لایت آرکایو
- طریق شاهان (۲۰۱۰، شابک ‎۹۷۸−۰−۷۶۵−۳۲۶۳۵−۵)[۱۰][۱۱][۱۲]
- کلمات درخشندگی (۲۰۱۴، شابک ‎۹۷۸−۰−۷۶۵−۳۲۶۳۶−۲)[۱۳]
- عهدآور (۲۰۱۷، شابک ‎۹۷۸−۰−۷۶۵−۳۲۶۳۷−۹)[۱۴]
- ضرب‌آهنگ جنگ (اعلام شده، ۲۰۲۰)[۵]

### تک کتاب‌ها
- جنگ‌شکن (انگلیسی: Warbreaker)